# Anton Pierre
Anton Pierre (ur. 23 września 1977 w Port-of-Spain) – trynidadzko-tobagijski piłkarz występujący na pozycji obrońcy. Zawodnik klubu Defence Force.

## Kariera klubowa
Pierre karierę rozpoczynał w 1997 roku w zespole Superstar Rangers. Spędził tam trzy sezony, a potem odszedł do klubu Defence Force. W 2001 roku zwyciężył z nim rozgrywkach CFU Club Championship. W 2002 roku, a także 2009 roku wraz z zespołem wygrał Puchar Ligi Trynidadzko-Tobagijskiej. W 2011 roku wywalczył z nim natomiast mistrzostwo Trynidadu i Tobago.

## Kariera reprezentacyjna
W reprezentacji Trynidadu i Tobago Pierre zadebiutował w 1996 roku. W 2005 roku został powołany do kadry na Złoty Puchar CONCACAF. Nie zagrał jednak na nim w żadnym meczu, a Trynidad i Tobago zakończył turniej na fazie grupowej.
W drużynie narodowej Pierre grał w latach 1996-2008.